# Bombardeio de Podgorica na Segunda Guerra Mundial

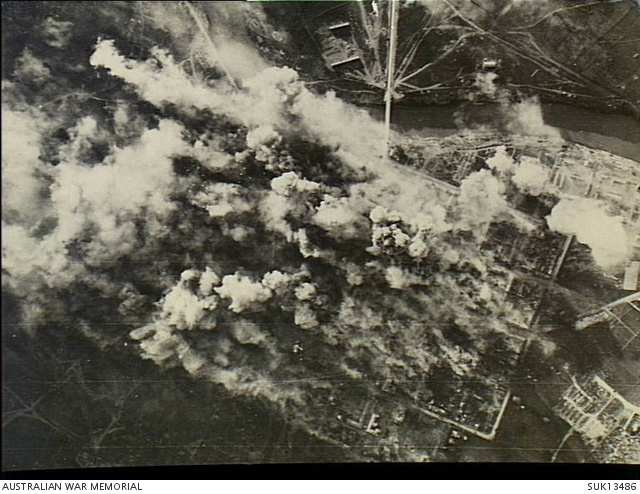
Fotografia do ataque diurno das aeronaves Liberator, Wellington e Halifax da RAF na cidade iugoslava de Podgorica. Veículos de escolta alemães, com tropas fugindo da Grécia, esperaram naquela cidade até a escuridão cair antes de fugirem para o norte.

O bombardeio de Podgorica na Segunda Guerra Mundial foi realizado pelos Aliados de 1943 a 1944 a pedido dos Partidários Iugoslavos.

## Contexto
Entre as duas Guerras Mundiais, Podgorica tinha uma população de 13.000 habitantes. 
Em 6 de abril de 1941, o Reino da Iugoslávia foi invadido pelas potências do Eixo. O estado foi de facto dissolvido, e Montenegro, em que Podgorica era a maior cidade, tornou-se independente como protetorado do Reino da Itália. Esse acordo durou até o armistício italiano em 8 de setembro de 1943, e as forças fascistas italianas capitularam. A Alemanha então ocupou Montenegro. Até ao envolvimento da Alemanha, a cidade não tinha sido bombardeada. Durante os últimos anos da guerra, Podgorica foi uma das maiores cidades na rota da retirada das tropas alemãs da Albânia e da Grécia e por isso a decisão foi tomada pelos Aliados de bombardear a cidade.

## Fase inicial do bombardeio
O campo de aviação de Podgorica foi bombardeado por P-39 Airacobras da Décima Segunda Força Aérea do Exército dos Estados Unidos em 25 de outubro de 1943.  Em dezembro, as tropas alemãs começaram a disparar sirenes de bombas na cidade, o que fez com que muitos cidadãos se abrigassem em cavernas próximas. 

## Bombardeio de 5 de maio de 1944
O bombardeio mais intenso de Podgorica ocorreu em 5 de maio de 1944. 116 Libertadores B-24 da USAAF participaram do ataque, que lançou 270 toneladas de bombas sobre a cidade.  O ataque resultou em apenas quatro vítimas alemãs e aproximadamente 100 mortes de Chetnik, e 400 civis montenegrinos foram mortos.  As baixas de Chetnik incluíram o grande Đorđije Lašić.  Durante o bombardeio, uma igreja católica e um cemitério ortodoxo foram danificados, e a mesquita Glavatović foi destruída.  
O bombardeio aliado foi de legalidade questionável.  O direito internacional determina que o governo reconhecido de um país tem o direito de bombardear qualquer uma das suas cidades ocupadas por forças inimigas. No entanto, quando as forças anglo-americanas bombardearam a cidade, ainda reconheceram oficialmente o governo real jugoslavo no exílio como o governo nacional legítimo, e não Tito, que ordenou os bombardeamentos. 

## Fase final do bombardeio
Em 6 de novembro, 72 aviões da Força Aérea Real bombardearam a cidade.  Alegadamente, 700 soldados alemães foram mortos e 150 veículos alemães foram destruídos durante o ataque.  Em 7 de novembro, 124 P-38 metralharam concentrações de tropas do Eixo dentro e ao redor da cidade. 

## Consequências
O bombardeio aliado destruiu quase completamente a cidade.  Aproximadamente 4.100 pessoas morreram nos ataques.  Os guerrilheiros tomaram Podgorica em 19 de dezembro de 1944. Os danos foram estimados em 1946 em 1,06 bilhão de dinares iugoslavos. 